# لوئیس رودریگس
لوئیس رودریگس سالاسار (اسپانیایی: Luis Rodríguez Salazar‎؛ زادهٔ ۱۹۴۸ میلادی) تهیه‌کننده، تنظیم‌کننده موسیقی و مهندس صدا اهل اسپانیا است. وی از سال ۱۹۷۹ میلادی تاکنون مشغول فعالیت بوده‌است.
بیشتر شهرت او به‌واسطه همکاری‌هایش با دیتر بولن و تهیه‌کنندگی گروه موسیقی آلمانی مدرن تاکینگ است. علاوه بر آن، وی تهیه‌کننده بسیاری از ترانه‌های سی. سی. کچ و بلو سیستم بود. او همچنین برای بانی تایلر و کریس نورمن چند موسیقی تهیه نمود.